# Porspoder
Porspoder é uma comuna francesa na região administrativa da Bretanha, no departamento Finisterra. Estende-se por uma área de 11,25 km². Em 2010 a comuna tinha 1 849 habitantes (densidade: 164,4 hab./km²).

## Galeria Fotográfica
- (fr) Fotográfica da Porspoder